# Daltonov zakon
Dáltonov zákon pove, da je skupni tlak mešanice razredčenih plinov v posodi s prostornino V pri temperaturi T enak vsoti delnih tlakov:
{\displaystyle p=\sum _{i}p_{i}\!\,.}
Pri tem je pi delni tlak posameznega plina, p pa tlak mešanice plinov.
Enakovreden je pristop z delnimi prostorninami, pri katerem se računa, da je tlak vsakega plina v mešanici enak tlaku v posodi, vendar pa vsak od plinov zaseda samo del vse prostornine v posodi. Daltonov zakon se lahko v tem primeru zapiše:
{\displaystyle V=\sum _{i}V_{i}\!\,.}
Daltonov zakon skupaj z zakonom o ohranitvi mase dovoljuje, da se mešanica idealnih plinov obravnava kot enofazni sistem, če se vpelje efektivna molska masa. Za mešanico dveh plinov, pri katerem je masa prvega m1, masa drugega pa m2, M1 in M2 pa sta molski masi prvega in drugega plina, se dobi:
{\displaystyle M={\frac {m_{1}+m_{2}}{m_{1}/M_{1}+m_{2}/M_{2}}}\!\,.}
Zrak se lahko tako obravnava kot plin z molsko maso 29 kg/kmol.

## Zgodovina
Zakon nosi ime po angleškem kemiku in fiziku Johnu Daltonu, ki ga je leta 1801 prvi formuliral.